# Šime Vrsaljko
Šime Vrsaljko (Rijeka, 10. siječnja 1992.) bivši je hrvatski nogometaš i  reprezentativac koji je igrao na poziciji desnog beka. 

## Klupska karijera
Vrsaljko se pridružio momčadi zagrebačkog Dinama u sezoni 2009./10. te je odmah otišao na posudbu u zagrebačku Lokomotivu za koju je nastupio u svih sedamnaest utakmica u jesenskom dijelu prvenstva. Prvoj momčadi zagrebačkog Dinama pridružio se u zimskoj stanci, a prvi nastup je imao u veljači 2010. godine protiv sesvetske Croatije.

## Reprezentativna karijera
Slaven Bilić, tadašnji izbornik hrvatske nogometne reprezentacije, pozvao ga je na pripreme za utakmicu protiv Malte krajem 2010. godine. Na prvi nastup čekao je do 9. veljače 2011. godine i prijateljske utakmice protiv Češke. Do svibnja 2012. godine upisao je još tri nastupa. Iako ga Bilić nije uvrstio u popis igrača za Euro 2012., ozljeda Ive Iličevića dovodi ga na popis igrača za to prvenstvo. Međutim, nije ulazio u igru protiv reprezentacija Irske, Španjolske i Italije, a Hrvatska ispada kao treća u skupini u kojoj je igrala s dva posljednja svjetska prvaka.
Vrsaljko je otvorio SP u Brazilu 2014. godine na mjestu lijevoga beka umjesto ozlijeđenog Pranjića. Ponovno je nastupio u prijelomnoj utakmici protiv Meksika; u igri je bio do 58. minute i po Hrvatsku nepovoljnog rezultata 0:0, a izbornik Niko Kovač zamijenio ga je veznjakom Mateom Kovačićem. Do kraja 2014. godine stigao je predvoditi pomlađenu hrvatsku momčad kao kapetan u utakmici protiv najjače postave Argentine, u tijesnom porazu od 1:2. 
Hrvatski nogometni izbornik Ante Čačić objavio je u svibnju 2016. godine popis reprezentativaca za nastup na Europskom prvenstvu u Francuskoj, na kojem se nalazio i Vrsaljko.
Dana 26. kolovoza 2022. Vrsaljko je oproštajnim pismom, nakon 11 godina igranja, objavio završetak svoje reprezentativne karijere.

## Priznanja

### Individualna
- Godine 2010. dobitnik je nagrade za najveću mladu nadu, koju dodjeljuje Klub navijača hrvatske nogometne reprezentacije "Uvijek vjerni".
- 2018.: Nagrada Grada Zadra, za izvanredne uspjehe u području športa i zasluge u promicanju ugleda grada Zadra.[5]
- 2018.: Odlukom Predsjednice Republike Hrvatske Kolinde Grabar-Kitarović odlikovan je Redom kneza Branimira s ogrlicom, za izniman, povijesni uspjeh hrvatske nogometne reprezentacije, osvjedočenu srčanost i požrtvovnost kojima su dokazali svoje najveće profesionalne i osobne kvalitete, vrativši vjeru u uspjeh, optimizam i pobjednički duh, ispunivši ponosom sve hrvatske navijače diljem svijeta ujedinjene u radosti pobjeda, te za iskazano zajedništvo i domoljubni ponos u promociji sporta i međunarodnog ugleda Republike Hrvatske, te osvajanju 2. mjesta na 21. Svjetskom nogometnom prvenstvu u Ruskoj Federaciji.[6]

### Klupska
Dinamo Zagreb
- Prva hrvatska nogometna liga (4): 2009./10., 2010./11., 2011./12., 2012./13.
- Hrvatski nogometni kup (2): 2010./11., 2011./12.

Atlético Madrid
- Prvak Španjolske (1): 2020./21.
- UEFA Europska liga (1): 2017./18.

### Reprezentativna
Hrvatska
- Svjetsko prvenstvo: 2018. (2. mjesto)[7]

## Osobni život
Šime Vrsaljko rođen je 10. siječnja 1992. godine u Rijeci, u obitelji Mladena i Branke Vrsaljko. Odrastao je u Nadinu i Zadru. Šimina pradjeda ubili su Titovi partizani kad je Šimin djed, po kojem je dobio ime, imao samo nekoliko mjeseci. Od tada su članovi obitelji Vrsaljko u Jugoslaviji bili tretirani kao "narodni neprijatelji". Šimin stric, Svemir Vrsaljko, bio je zapovjednik specijalne postrojbe Poskoci tijekom Domovinskog rata te obnašao dužnost dogradonačelnika Benkovca. Vjenčao se je 2017. godine sa Zadrankom Mateom Kedžo, nakon devet godina veze, a u lipnju 2018. godine su dobili svoje prvo dijete, sina Bruna.